# غاريقون خيمي
غاريقون خيمي (الاسم العلمي: Agaricus umbellatus) هو نوع الفطريات يتبع جنس الغاريقون من الفصيلة الغاريقونية.